# Hearts of Oak
Accra Hearts of Oak Sporting Club, denumit în mod obișnuit Hearts of Oak sau doar Hearts, este un club sportiv profesionist din Ghana cu sediul în Accra (regiunea marea Accra). Clubul concurează în prima ligă din Ghana, prima divizie pe piramida fotbalului din Ghana. Stadionul sportiv Ohene Djan (actualul stadion sportiv Accra) este terenul unde își dispută meciurile de acasă. În prezent, echipa este antrenată de Samuel Boadu. Hearts a câștigat prima ligă ghaneză de 21 de ori (cel mai recent în sezonul 2020-21), Cupa FA un record de 10 ori, Cupa Președintelui de 2 ori și Liga Campionilor Africii și Cupa Confederațiilor CAF fiecare o dată. Hearts of Oak a fost, de asemenea, pe locul 8 al cluburilor de fotbal din lume în anul 2000, când clubul a dominat majoritatea activităților sportive ale continentului.

## Istoria clubului
Clubul a fost fondat la 11 Noiembrie 1911. Hearts of Oak a câștigat primul meci major în 1922, când Sir Gordon Guggisberg, guvernatorul Coastei de Aur, a fondat liga de fotbal Accra. Hearts a câștigat 6 din 12 sezoane în această ligă. În 1956, Hearts s-a alăturat ligii de fotbal din Ghana și de atunci a devenit una din cele mai supreme cluburi din Ghana.
În anul 2000, Hearts of Oak a câștigat cupa FA din Ghana, campionatul din Ghana și pentru prima dată în istoria lor Liga Campionilor CAF.  Acesta a fost cel mai de succes an din istoria clubului.

### Rivalități
Cea mai lungă rivalitate stabilită din Accra Hearts of Oak este cu Asante Kotoko SC și cu rivalii lor din orașul Accra Great Olympics FC.
La 9 mai 2001, 127 de persoane au murit în cel mai grav dezastru fotbalistic din Africa. În timpul unui meci între rivali, Hearts of Oak și Asante Kotoko. Problemele au început atunci când susținătorii lui Asante Kotoko au început să smulgă scaunele într-un act de huliganism, în semn de protest față de un gol permis de arbitru. Meciul a fost oficiat de arbitrul J.Wilson Sey, din Cape Coast. Poliția a reacționat aruncând gaze lacrimogene asupra mulțimii, s-a sugerat că aceasta a fost o reacție excesivă. Rapoartele sugerează că porțile de la sol erau blocate, iar stadionul nu se ridica la standardele FIFA. Graba de a scăpa de gazele lacrimogene a fost un factor care a contribuit la numărul morților. O anchetă a comisiei a acuzat șase ofițeri de poliție în raportul său inițial, dar aceștia nu au fost condamnați, deoarece s-a considerat că decesele ar fi putut fi cauzate de debandadă, de panică, în locul gazelor lacrimogene.

## Palmares și statistici

### Titluri și trofee
| Competiții Naționale | Competiții Continentale |
| - Campionatul Ghanez (21) : - Campioni : 1956, 1958, 1962, 1971, 1973, 1976, 1978, 1979, 1984, 1985, 1990, 1997, 1998, 1999, 2000, 2001, 2002, 2004, 2007, 2009, 2021. - Cupa Ghaneză (9) : - Câștigători : 1973, 1974, 1979, 1981, 1989, 1994, 1996, 1999, 2000. - Finalistă : 1958, 1960, 1990, 1995. - Supercupa Ghaneză (2) : - Câștigători : 1997, 1998. | - Liga Campionilor CAF : - Câștigători (1) - 2000 - Finalistă (2) - 1977, 1979 - Cupa Confederației CAF : - Câștigători (1) - 2004 - Supercupa CAF : - Câștigători (1) - 2001 - Finalistă (1) - 2005 |

### Finale
| 2000              | Hearts of Oak | 5 - 2     | Espérance | 1977 | Hearts of Oak | 2 - 4       | Haifa        | 2004     | Hearts of Oak | 2 - 2 (8-7) | Asante Kotoko |  |  |  |  |
|                   |               |           |           | 1979 | Hearts of Oak | 1 - 1 (3-5) | Union Douala |          |               |             |               |  |  |  |  |
| Supercupa Africii |               |           |           |      |               |             |              |          |               |             |               |  |  |  |  |
| Câștigate         | Câștigate     | Câștigate | Câștigate |      | Pierdute      | Pierdute    | Pierdute     | Pierdute |               |             |               |  |  |  |  |
| Anul              | Campioni      | Scor      | Adversar  | Anul | Finalistă     | Scor        | Adversar     |          |               |             |               |  |  |  |  |
| 2001              | Hearts of Oak | 2 - 0     | Zamalek   | 2005 | Hearts of Oak | 0 - 2       | Enyimba      |          |               |             |               |  |  |  |  |

## Personalități ale clubului

### Foști jucători celebri
| - Sammy Adjei - Opoku Afriyie | - Anthony Annan - Stephen Appiah | - Laryea Kingston - Peter Ofori-Quaye | - Daniel Quaye - Prince Tagoe |

## Legături externe
Site-ul oficial al clubului